# Lopo Afonso de Baião
Lopo Afonso de Baião (ou erradamente, Saro Afonso) (Depois de 1185 - c. 1220) foi um rico-homem do Reino de Portugal.

## Primeiros anos
Nascido depois de 1185, Lopo Afonso era filho (provavelmente primogénito) de Afonso Hermiges de Baião e da sua primeira esposa, Teresa Pires I de Bragança. 
Lopo começa a surgir na documentação de corte em 1205, mais tarde que o seu irmão Ponço Afonso de Baião (que confirmava documentação curial desde 1202).

## Entrada na corte
É precisamente a partir deste ano que começa a governar, até 1220, as tenências de Godim e Baião (a tradicional da família, que exerce aliás mais cedo que o seu irmão). Em 1213 surge com um novo cargo tenencial em Gouveia.

## O testamento de Sancho I e o conflito sucessório

### Antecedentes: o testamento e a divergência nobiliárquica
Após a morte de Sancho I de Portugal, que nomeara como testamenteiros Gonçalo Mendes II de Sousa, Lourenço Soares de Ribadouro, Gonçalo Soares, Pedro Afonso de Ribadouro, e Martim Fernandes de Riba de Vizela, o seu sucessor não se mostrou cooperante com o testamento deixado pelo pai, no qual teria de ceder terras às suas irmãs. Os executores teriam de fazer valer os direitos do rei no caso de o seu testamento não se cumprisse como o mesmo havia estipulado. 
Os primeiros anos do reinado do sucessor, Afonso II de Portugal, foram marcados por violentos conflitos internos entre o rei e as suas irmãs Mafalda, Teresa e Santa Sancha de Portugal, a quem Sancho legara em testamento, sob o título de rainhas, a posse dos castelos de Montemor-o-Velho, Seia e Alenquer, com as respectivas vilas, termos, alcaidarias e rendimentos. Ora, Afonso, tentando evitar a supremacia da influência dos nobres no seu governo, pretendia centralizar o seu poder, mas para isso incorria contra as irmãs e em último caso contra o testamento paterno. A maioria dos nobres, chefiados por Gonçalo Mendes II de Sousa, empenharam-se em fazer cumprir as últimas vontades o monarca anterior. Contudo, uma parte da classe manteve-se, na verdade, na fação do rei. Lopo, pesando os factos de ser casado com uma sobrinha do testamenteiro Pedro Afonso de Lumiares (que apoiava o novo rei), e de o seu irmão ser genro de Martim Fernandes de Riba de Vizela (apoiante da mesma fação), poderá ter muito provavelmente optado por apoiar a fação de Afonso II de Portugal.

### O conflito
No ano seguinte, em 1212, Afonso II intimou as irmãs para que que lhe fizessem restituição das terras herdadas. Em respostas, as três infantas-rainhas, Teresa, Sancha e Mafalda, recolheram-se ao fortíssimo e quase inexpugnável castelo de Montemor-o-Velho, que era da primeira e estava guardado pelo cunhado de Lourenço, Gonçalo. As tropas reais, chefiadas por Martim Anes de Riba de Vizela, chegaram mesmo a combater as hostes das infantas, chefiadas pelo Sousão nos pântanos junto ao castelo.
Este conflito seria resolvido apenas com intervenção do Papa Inocêncio III; o rei indemnizaria as infantas com uma soma considerável de dinheiro, e a guarnição dos castelos foi confiada a cavaleiros templários, mas era o rei que exercia as funções soberanas sobre as terras e não as infantas. Porém os Sousas e os seus seguidores seriam renegados durante todo o reinado, e assim sendo saíram de Portugal, refugiando-se em outras cortes peninsulares.

## Morte
Lopo desaparece cedo da documentação curial, por volta de 1220. Pode ter falecido pouco depois de 1223, pois parece confirmar ainda documentos de Sancho II de Portugal.

## Casamento e descendência
Lopo Afonso desposou, em data incerta, Aldara Viegas de Alvarenga (m. antes de 1258), filha de Egas Afonso de Ribadouro-Alvarenga e de sua esposa Sancha Pais de Toronho. A sua mulher era assim sobrinha da sua madrasta, Urraca Afonso de Ribadouro. O casal teve a seguinte descendênciaː
- Afonso Lopes de Baião (c.1210 – 3 de maio de 1280[7] ou depois de 17 de julho de 1284[8]), detentor de várias tenências, foi trovador. Desposou Mor Gonçalves de Sousa. A qualidade deste casamento leva a admitir que poderia ser o filho primogénito[8];
- Diogo Lopes de Baião (c. 1210 - c.1278[6]), casou com Urraca Afonso de Cabreira;
- Fernão Lopes de Baião (c. 1210 - c.1256[6]), não casou;
- Sancha Lopes de Baião (c. 1210 - depois de 1258), não casou[2]; frequentou a corte e recebeu uma doação de Afonso III de Portugal[2].